# Cheirostylis lepida
Cheirostylis lepida är en orkidéart som först beskrevs av Heinrich Gustav Reichenbach, och fick sitt nu gällande namn av Robert Allen Rolfe. Cheirostylis lepida ingår i släktet Cheirostylis och familjen orkidéer. Inga underarter finns listade i Catalogue of Life.